# Big Day Out
Big Day Out (BDO) - cykliczny festiwal muzyczny organizowany w Australii oraz Nowej Zelandii, zapoczątkowany w 1992 roku. Odbywa się na przełomie stycznia i lutego. Podczas festiwalu grana jest muzyka rock, hip-hop, oraz elektroniczna.
Miasta, w których odbywają się koncerty:
- Sydney (od 1992)
- Melbourne (od 1993)
- Perth (od 1993)
- Adelaide (od 1993)
- Gold Coast (od 1994)
- Auckland (Nowa Zelandia) (od 1994)